# تان جيان
تان جيان (بالصينية: 谭建) هي رامية القرص صينية، ولدت في 20 يناير 1988 في تشنغدو في الصين.

## وصلات خارجية
- تان جيان على موقع الاتحاد الدولي لألعاب القوى (الإنجليزية)
- تان جيان على موقع اللجنة الأولمبية الدولية (الإنجليزية)
- تان جيان على موقع أوليمبيديا (الإنجليزية)
- تان جيان على موقع اللجنة الأولمبية الصينية (الإنجليزية)